# Amblyeleotris delicatulus
Amblyeleotris delicatulus là một loài cá biển thuộc chi Amblyeleotris trong họ Cá bống trắng. Loài cá này được mô tả lần đầu tiên vào năm 1958.

## Từ nguyên
Tính từ định danh delicatulus trong tiếng Latinh có nghĩa là “rất yếu ớt; rất mảnh mai”, hàm ý đề cập đến việc mẫu định danh của loài cá này đã bị hư hại khá nặng, mất nhiều lớp vảy.

## Phân bố
Mẫu định danh của A. delicatulus được thu thập ở cụm đảo Zanzibar (Tanzania). Theo Larson (2022), mặc dù mẫu định danh đang trong tình trạng hư hỏng, nhưng A. delicatulus có khả năng mới là tên chính xác cho quần thể Amblyeleotris triguttata Randall, 1994, một loài có phân bố từ Biển Đỏ qua đến vịnh Ba Tư, xuống phía nam đến đảo Socotra (Yemen).